# Лёте, Иоланта
Иоланта Лёте (пол. Jolanta Lothe; 19 апреля 1942[…], Вильнюс — 1 апреля 2022, Варшава) — польская актриса театра и кино.

## Биография
Иоланта Лёте родилась 19 апреля 1942 в Вильнюсе. Дочь актрисы Ванды Станиславской-Лёте. Актёрское образование получила в Государственной высшей театральной школе в Варшаве, которую окончила в 1966 году. Актриса театров в Варшаве.
Скончалась 1 апреля 2022 года.

## Избранная фильмография
- 1964 — Барбара и Ян / Barbara i Jan — работница коровника (только в 6-й серии)
- 1965 — Вальковер / Walkower — девушка в студии звукозаписи
- 1966 — Марыся и Наполеон / Marysia i Napoleon — знакомая Марыси в баре
- 1966 — Клуб профессора Тутки / Klub profesora Tutki — неверная жена (только в 3-й серии)
- 1967 — Юлия, Анна, Геновефа... / Julia, Anna, Genowefa — Ирма Дзивишувна, подруга Анны
- 1968 — Пароль «Корн» / Hasło Korn — Ванда, невеста Брацкого
- 1969 — Новый / Nowy — служащая в социальном отделе
- 1969 — Охота на мух / Polowanie na muchy — редактор Бася в Непоренте
- 1969 — Только погибший ответит / Tylko umarły odpowie — Моника Кулиг, подруга Ренаты
- 1970 — Рейс / Rejs — девушка, гуляющая в купальном костюме
- 1970 — Паром / Prom — секретарша советского коменданта
- 1970 — Князь сезона / Książę sezonu — Ядвига, «двоюродная сестра» директора
- 1970 — Доктор Эва / Doktor Ewa — медсестра Геновефа Клось
- 1970 — Пейзаж с героем / Pejzaż z bohaterem — пассажирка в поезде
- 1971 — Беспокойный постоялец / Kłopotliwy gość — сотрудница Пиотровского
- 1972 — 150 км в час / 150 na godzinę — знакомая Джимми
- 1973 — Гадкий утёнок / Brzydkie kaczątko — стюардесса
- 1973 — Дорога / Droga — барменша в мотеле (только в 4-й серии)
- 1973 — Профессор на дороге / Profesor na drodze — жена ученика вечернего техникума
- 1974 — Потоп / Potop — Терка Гаштовтувна-Пацулянка
- 1974 — Нет розы без огня / Nie ma róży bez ognia — Корбачевская
- 1976 — Брюнет вечерней порой / Brunet wieczorową porą — кассирша в кинотеатре
- 1976 — Далеко от шоссе / Daleko od szosy — Лёля, проститутка (только во 2-й серии)
- 1976—1977 — Польские пути / Polskie drogi — Уршуля, жена Курася